# 劳里·佩卡姆
劳里·佩卡姆（英語：Lawrie Peckham，1944年12月4日—），澳大利亚男子田径运动员。他曾代表澳大利亚参加1962年、1966年、1970年和1974年英联邦运动会田径比赛，获得二枚金牌和一枚银牌。

## 家庭
妻子朱迪·佩卡姆。